# Eduardo Casanova
Eduardo Casanova, nato Eduardo Casanova Valdehita (Madrid, 24 marzo 1991), è un attore, regista e sceneggiatore spagnolo.
È noto soprattutto per aver recitato nel ruolo di Fidel Martínez nella serie televisiva Aída di Telecinco e per aver sceneggiato e diretto il film Pelle.

## Biografia

### Carriera televisiva

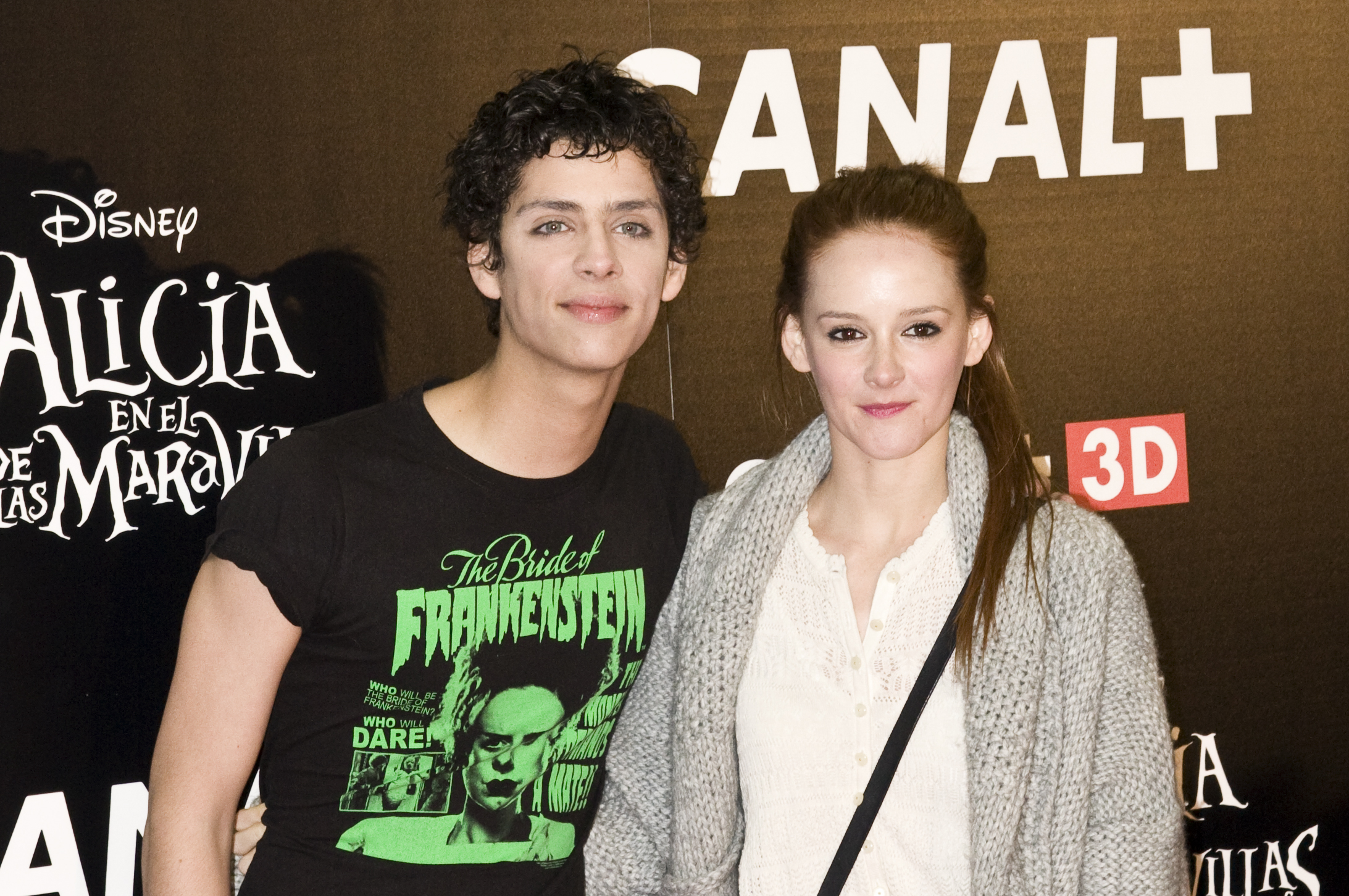
Eduardo Casanova e Ana Polvorosa nel 2010.

Casanova ha iniziato a lavorare come attore all'età di dodici anni. Nel 2005, quando aveva quattordici anni, è stato scelto per far parte del cast principale della sitcom Aída, trasmessa da Telecinco fino al 2014. In questa ha interpretato il ruolo di Fidel Martínez, per tutte e dieci le stagioni della serie.
Nel 2015 ha fatto parte del cast della seconda stagione della serie televisiva Gym Tony trasmessa da Cuatro, interpretando il ruolo di Chencho.
Nel 2016 ha partecipato come guest star in un episodio della serie televisiva Web Therapy, adattamento spagnolo dell'omonima serie statunitense trasmesso dal canale #0, e in uno della serie Paquita Salas della piattaforma Flooxer.

### Carriera teatrale
Nel 2007 Casanova ha recitato negli spettacoli teatrali Diario de una pulga e El principito, tratto da Il piccolo principe di Antoine de Saint-Exupéry. Nel 2011 è tornato sul palco per recitare in The Hole, spettacolo accolto molto positivamente da pubblico e critica. Nel corso del 2013 ha recitato nello spettacolo teatrale Adiós presidente, adiós diretto da Anna R. Costa.

### Carriera cinematografica

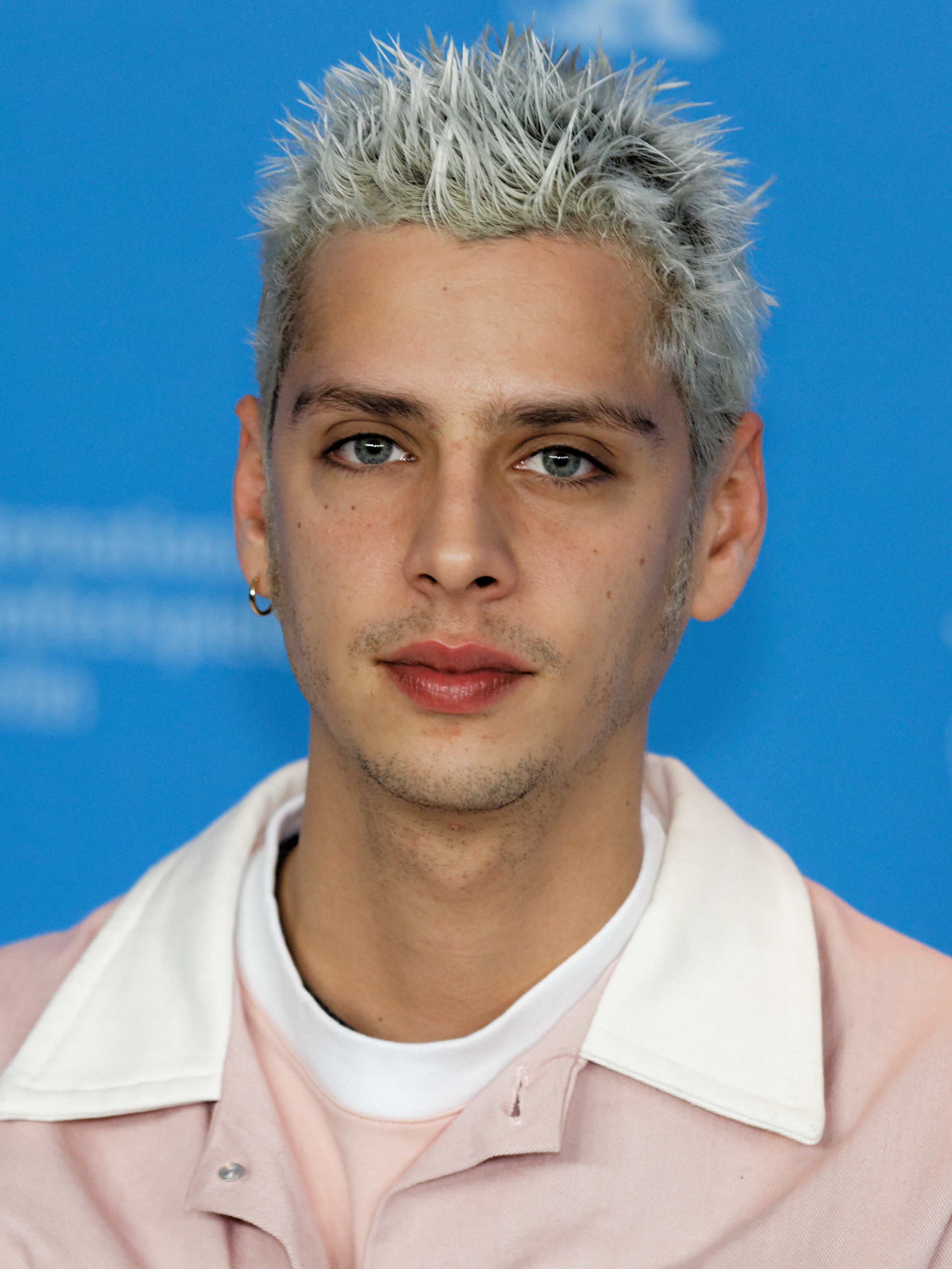
Eduardo Casanova al Festival di Berlino 2017.

Nel 2011 Casanova ha recitato nel film La fortuna della vita diretto da Álex de la Iglesia, con José Mota e Salma Hayek. Nello stesso anno, all'età di venti anni, ha scritto e diretto il suo primo cortometraggio, intitolato Ansiendad e interpretato, tra gli altri, da Ana Polvorosa e Secun de la Rosa. Tale cortometraggio gli è valso la premiazione al festival cinematografico El Novelísimo di Hervás.
Nel 2012 ha interpretato Tomás nel film Del lado del verano, secondo lungometraggio diretto da Antonia San Juan, e ha diretto i cortometraggi Fumando espero e Amor de madre; quest'ultimo ha come attrice protagonista Ana Polvorosa. Nel 2014 è tornato alla regia con il cortometraggio La hora del baño, interpretato da Macarena Gómez e Gonzalo Kindelán e nato da un progetto finanziato mediante crowdfunding. Nel 2015 ha avuto un ruolo secondario nel film Mi gran noche di Álex de la Iglesia e ha realizzato i cortometraggi Eat My Shit, interpretato dalla stessa Polvorosa, La misma piel e Fidel. Nel 2016 ha fatto parte del cast del film La sexta alumna di Benja de la Rosa e ha diretto il cortometraggio Jamás me echarás de ti.
Sempre nel 2016 Casanova ha diretto il suo primo lungometraggio Pelle (Pieles), interpretato, tra gli altri, da Candela Peña, Macarena Gómez, Ana Polvorosa, Secun de la Rosa, Carmen Machi e Jon Kortajarena. Il film, prodotto da Álex de la Iglesia, Carolina Bang e Kiko Martínez, racconta la storia di una serie di persone con deformità fisiche che hanno difficoltà a integrarsi nella società. Nel febbraio del 2017 Pelle ha preso parte alla sezione Panorama del Festival internazionale del cinema di Berlino, mentre a marzo al Festival de Málaga Cine en Español. Il 9 giugno 2017 il film è uscito nelle sale spagnole.
Nel 2017 ha recitato nel film Señor, dame paciencia diretto da Álvaro Díaz Lorenzo, nel ruolo di Carlos, il figlio minore della famiglia protagonista.

## Filmografia

### Attore

#### Cinema
- Chuecatown, regia di Juan Flahn (2007)
- La fortuna della vita (La chispa de la vida), regia di Álex de la Iglesia (2011)
- Del lado del verano, regia di Antonia San Juan (2012)
- Mi gran noche, regia di Álex de la Iglesia (2015)
- La sexta alumna, regia di Benja de la Rosa (2016)
- Señor, dame paciencia, regia di Álvaro Díaz Lorenzo (2017)

#### Televisione
- Aída - serie TV, 232 episodi (2005-2014)
- La última guardia, regia di Manuel Estudillo - film TV (2010)
- Gym Tony - serie TV, 99 episodi (2015)
- Web Therapy - serie TV, 1 episodio (2016)
- Paquita Salas - serie TV, 1 episodio (2016)
- Qualcuno deve morire - serie TV, 2 episodi (2020)

### Regista e sceneggiatore
- Ansiendad (2011) - cortometraggio[26]
- Fumando espero (2012) - cortometraggio[26]
- Amor de madre (2012) - cortometraggio[26]
- La hora del baño (2014) - cortometraggio[26]
- Eat My Shit (2015) - cortometraggio[26]
- La misma piel (2015) - cortometraggio
- Fidel (2015) - cortometraggio[26]
- Jamás me echarás de ti (2016) - cortometraggio[26]
- Pelle (Pieles) (2017)
- La piedad (2022)

## Teatro
- Diario de una pulga, regia di Luis Piedrahita (2007)
- El principito, regia di Pablo Ramos Escola (2007-2008)
- The Hole, regia di Paco León (2011)
- Adiós, presidente, adiós, regia di Anna R. Costa (2013)

## Riconoscimenti
- 2016 – SXSW Film Festival[27]
  - Candidato nella sezione Midnight Shorts per Eat My Shit
- 2017 – Festival internazionale del cinema di Berlino[23]
  - Candidato nella sezione Panorama per Pelle
- 2017 – Festival de Málaga Cine en Español[28]
  - Premio speciale Jurado Joven per Pelle